# Daisuke Enomoto

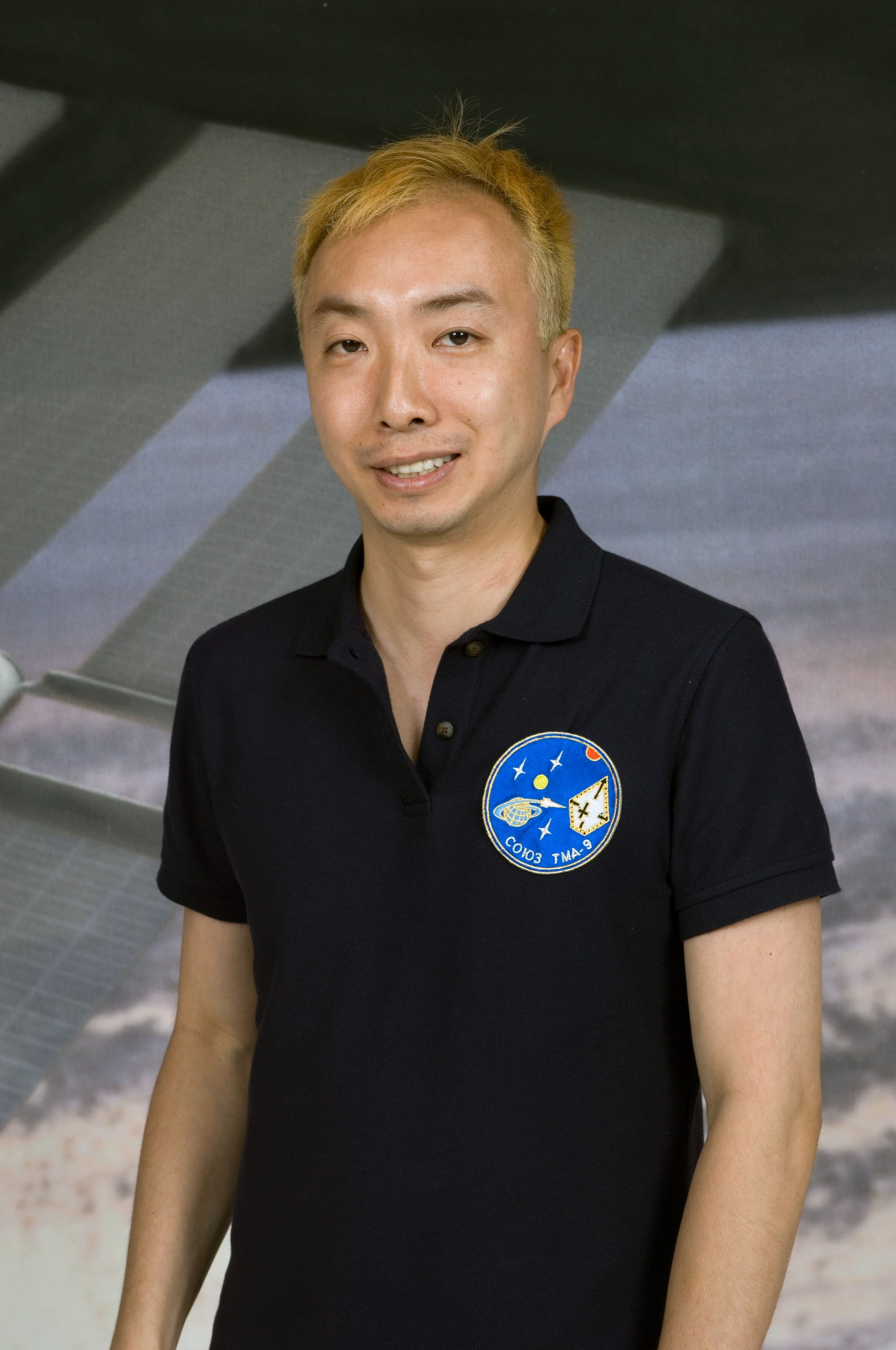
Daisuke Enomoto (2006)

Daisuke „Dice-K“ Enomoto (japanisch 榎本 大輔 Enomoto Daisuke; * 22. April 1971 in Matsudo, Präfektur Chiba, Japan) ist ein japanischer Unternehmer und ehemaliger Direktor des Tokioter Internet Service Providers livedoor Co. Ltd.
Enomoto wollte als erster asiatischer Weltraumtourist (der vierte insgesamt) an Bord von Sojus TMA-9 zusammen mit Michail Wladislawowitsch Tjurin und Michael Eladio López-Alegría von Baikonur aus zur Internationalen Raumstation (ISS) fliegen. Am 7. März 2006 wurde er für diesen Flug bestätigt. Anousheh Ansari wurde als Ersatzkandidatin für seinen Platz zugeteilt. Der Start war für den 14. September 2006 vorgesehen. Enomoto kam in die Schlagzeilen, als er ankündigte, zu seinem 20-Millionen-Dollar-Raumflug in einem „Char Aznable“-Kostüm, einer Figur aus der Anime-Reihe Gundam, starten zu wollen. Am 21. August 2006 teilte die russische Raumfahrtbehörde Roskosmos jedoch mit, dass Enomoto aus medizinischen Gründen nicht zum Flug zugelassen würde. Seinen Platz nahm Anousheh Ansari ein.
Zwei Jahre später verklagte Enomoto die Firma Space Adventures, die seinen Raumflug organisieren sollte. Enomoto gab an, dass der Grund für seine Absage vorgeschoben sei. Es sei allen beteiligten Ärzten bekannt gewesen, dass er Nierensteine habe, und sein Gesundheitszustand habe sich gegenüber früheren Untersuchungen nicht verschlechtert. Enomoto verlangt die Rückzahlung von 21 Millionen US-Dollar.